# جون س. رينز
جون س. رينز (بالإنجليزية: John C. Raines)‏ هو ناشط أمريكي، ولد في 27 أكتوبر 1933 في منيابولس في الولايات المتحدة، وتوفي في 12 نوفمبر 2017 في فيلادلفيا في الولايات المتحدة بسبب قصور القلب.